# Hrabstwo Del Norte
Hrabstwo Del Norte (ang. Del Norte County) – hrabstwo w stanie Kalifornia w Stanach Zjednoczonych. Obszar całkowity hrabstwa obejmuje powierzchnię 1229,75 mil² (3185,04 km²). Według szacunków United States Census Bureau w roku 2009 miało 29 114 mieszkańców.
Hrabstwo powstało w 1857 roku.
Na terenie hrabstwa znajdują się parki stanowe Del Norte Coast Redwoods oraz Jedediah Smith Redwoods.

## Miejscowości[4]
- Crescent City

## CDP[4]
- Bertsch-Oceanview
- Gasquet
- Hiouchi
- Klamath
- Smith River